# Медитације (књига)
Медитације или Самом себи је књига римског императора-филозофа Марка Аурелија. Претпоставља се да аутор никада није планирао да објави своје списе. У књизи Марко Аурелији излаже своје мисли и запажања стечене током година управљања империјом и ношења са великим кризама, попут ратова, економске кризе и пандемије која је убила неколико милиона Римљана. Становишта и погледи на свет изнесени у књизи припадају Стоичкој школи филозофије.
Претпоставља се да је Марко Аурелије значајан део дела, које је написано у 12 књига на старогрчком језику, писао и током свог боравка у Сирмијуму (данашња Сремска Митровица).

## Издања на српском
- Аурелије, Марко (2004). Самом себи. Дерета. стр. 212. ISBN 978-86-6457-239-2.
- Аурелије, Марко (2018). Мисли. MIBA BOOKS. стр. 147.
- Аурелије, Марко (2019). Медитације или самом себи. Укронија. стр. 150. ISBN 9788660020385.

## Цитати
Помисли на све прошле године у којима си говорио себи „Урадићу то сутра“, и на то како су ти богови изнова и изнова пружали периоде благостања које ниси искористио. Време је да схватиш да си део Универзума, да те је изродила сама Природа, и да је твоје време ограничено. Сваки тренутак мудро искористи, како би спознао свој унутрашњи сјај. У супротном, он ће нестати и вечито бити ван твог домашаја.
Свако живи само у овом тренутку сада. У остало време, или је живео, или је оно још у мраку. Сасвим је кратко време које сваки појединац проживи, а исто је тако сићушно место на земљи на којем живи. Сићушна је и најдуготрајнија посмртна слава, која се, уосталом, ослања само на предање сићушних људи који ће већ сутра умрети и који не познају ни сами себе, а камоли човека који је већ одавно мртав.
Ако неко може да ми докаже и да ме убеди како моје мишљење или рад нису правилни, ја ћу радосно променити своје гледиште. Јер ја тражим истину која још никада никоме није наудила. Оштећен је само онај који истраје у својој грешци и незнању.
Не троши остатак свога живота у размишљању о другим људима, осим ако то служи општем добру, јер ћеш, ако се будеш мучио око тога шта овај или онај ради и зашто он то ради, шта каже, шта мисли и намерава, и осталим сличним питањима која нас одводе од посматрања нашег сопственог ума, бити спречен да обавиш неки други посао. Стога у низу представа треба избегавати све што нема основе и сврхе, а пре свега радозналост, бригу о стварима које те се не тичу и све рђаве мисли.